# Cheikh Niang
Cheikh Tidiane Niang (ur. 13 maja 1996) – senegalski zapaśnik walczący w stylu wolnym. Brązowy medalista igrzysk afrykańskich w 2015 i mistrzostw Afryki w 2017 roku.